# Misgolas mestoni
Misgolas mestoni là một loài nhện trong họ Idiopidae.
Loài này thuộc chi Misgolas. Misgolas mestoni được Vernon Victor Hickman miêu tả năm 1928.